# Caulonia
Caulonia – miejscowość i gmina we Włoszech, w regionie Kalabria, w prowincji Reggio Calabria.
Według danych na rok 2004 gminę zamieszkiwały 7752 osoby, 77,5 os./km².